# Valea Mare, Alba
Valea Mare este un sat în comuna Ceru-Băcăinți din județul Alba, Transilvania, România.